# Pandémie de Covid-19 à Sao Tomé-et-Principe
La pandémie de Covid-19 à Sao Tomé-et-Principe démarre officiellement le 6 avril 2020. À la date du 24 octobre 2022, le bilan est de 77 morts.

## Contexte
Le 12 janvier 2020, l'Organisation mondiale de la santé (OMS) a confirmé qu'un nouveau coronavirus était à l'origine d'une maladie respiratoire chez un groupe de personnes de la ville de Wuhan, dans la province du Hubei, en Chine, qui a été signalée à l'OMS le 31 décembre 2019,. 
Le taux de létalité lié au Covid-19 a été beaucoup plus faible que le SRAS de 2003, mais la transmission a été significativement plus élevée, avec un nombre total de décès important. 
Sao Tomé-et-Principe est l'un des derniers pays du continent africain à être touché par la pandémie.

## Chronologie
Le 6 avril, les quatre premiers cas dans le pays ont été confirmés. 
Le 30 avril, le premier décès a été signalé. Sao Tomé-et-Principe compte actuellement 16 cas, dont 4 ont été guéris et un décès. Le défunt était un homme de 55 ans vivant à Cantalago.
Le 5 mai, il y avait 158 nouveaux cas, ce qui porte le total à 174.
En mai 2020 il y avait 279 nouveaux cas, portant le nombre total à 295 dont 10 décès.
En juin 2020 il y avait 99 nouveaux cas, portant le nombre total à 394 dont 11 décès.
En juillet 2020 il y avait 477 nouveaux cas, portant le nombre total à 871 dont 15 décès.
En août 2020 il y avait 25 nouveaux cas, portant le nombre total à 896 dont 15 décès.
En septembre 2020 il y avait 15 nouveaux cas, portant le nombre total à 911 dont 15 décès.
En octobre 2020 il y avait 34 nouveaux cas, portant le nombre total à 945 dont 16 décès.
En novembre 2020 il y avait 46 nouveaux cas, portant le nombre cumulé de cas à 991 dont 17 décès.
En décembre 2020 il y avait 23 nouveaux cas, portant le nombre de cas à 1 014 dont 17 décès.
En 2021 il y avait 2 883 nouveaux cas et 40 décès, portant le nombre de cas à 3 897 dont 57 décès.
En 2022 il y avait 2 382 nouveaux cas et 20 décès, portant le nombre de cas à 6 279 dont 77 décès.
En 2023 il y avait 466 nouveaux cas et 3 décès, portant le nombre de cas à 6 745 dont 80 décès.

## Prévention
Afin de prévenir la propagation du virus, le gouvernement met en place diverses restrictions de voyage et mesures de quarantaine. Un état d'urgence sanitaire national est décrété le 17 mars 2020, et prolongé par cinq fois jusqu'au 15 juin. Le lendemain, le pays entre en état de calamité, et l'est toujours en septembre.

## Statistiques

Nombre de cas à Sao Tomé-et-Principe depuis le début de l'épidémie.

Nombre de morts à Sao Tomé-et-Principe depuis le début de l'épidémie.